# Юрков, Игорь Владимирович
Игорь Влади́мирович Юрко́в (3 (16) июля 1902, Ярославль — 30 августа 1929, Боярка, ныне Киевская область) — русский советский поэт-авангардист.

## Биография
Рос в Гродненской, Люблинской и Холмской губерниях, по происхождению наполовину турок (сын турчанки), что угадывается в чертах его лица. Осенью 1914 года семья переехала в Чернигов, где Юрков учился в классической гимназии, был участником ученического литературного кружка. Стихи писал с раннего детства, составлял рукописные альманахи (одна страница с автографом тринадцатилетнего Юркова сохранилась в семье).
В октябре 1919 года, когда город завоевали деникинцы, Юрков добровольно присоединился к ним — но через полгода также добровольно перешёл к красноармейцам. С Красной армией он дошел до Астрахани. Воевал в Азии, где заболел туберкулёзом. В 1922 году демобилизовался и обосновался в Киеве, куда из Чернигова переехали родные.
Там Юрков начинает регулярно печататься (хотя первая публикация — стихотворение «В поле» — увидела свет ещё в 1919 году в журнале «Образование» под псевдонимом Игорь Энде). Часто бывал в литературном объединении «Имущества». Позже Юрков входит в группу АРП (Ассоциация революционных писателей). Его постоянно критикуют — и в литературных кружках, и в средствах массовой информации — за чрезмерную усложнённость стихов, удалённость от советской реальности.
Вместе с тем, направленная критика «слева» была связана с популярностью его выступлений. В марте 1923 года Игорь Юрков писал в Чернигов своему другу Марку Вороному: «…печатаюсь я часто. <...> На понедельниках выступаю успешно. Пользуюсь успехом…» — По всей видимости, эти слова не были обычной юношеской бравадой или желанием похвалиться перед другом. В своей автобиографии «От книги к книге» Николай Ушаков вспоминал по прошествии почти сорока лет: «…Сейчас кажется — мы писали тогда коллективно, дополняя друг друга, воодушевлённые единым стремлением — как можно полнее запечатлеть то, чем была насыщена атмосфера современности… Весной 1923 года мы, группа киевских начинающих поэтов — Анатолий Волкович <...> Лев Длигач, Евгений Нежинцев, Сергей Сац, Борис Турганов, Игорь Юрков и единственный среди нас прозаик Ольга Юркова, — образовали литобъединение «Майна»… Советская русская поэзия рано лишилась больного туберкулёзом Игоря Юркова. Это был первоклассный поэт точных слов и цельных образов. Мы ловили себя на том, что поэтические интонации Игоря Юркова становились нашими интонациями...»
Юрков пытался печатать свои произведения в Москве, но безуспешно. Единственную книгу «Стихотворения», вышедшую недели за три до его смерти, он успел подержать в руках, однако она вызвала у него более чем прохладное отношение: стихи были отобраны произвольно и напечатаны с искажениями.
30 августа 1929 года он умер в Боярке под Киевом от туберкулёза, там же и был похоронен. Его могила, со временем сравнявшаяся с землёй, находится на краю старейшего в Боярке кладбища. Она до сих пор никак не обозначена. Его имя не вспоминали до Оттепели, а затем до 2000-х годов.

## Отзывы и оценки
О стихах Игоря Юркова положительно отзывались поэты Николай Ушаков, Дмитрий Быков и др. В частности, Николай Ушаков спустя почти сорок лет после смерти Юркова оставил слова признания его дарования в первой советской публикации подборки стихов.

Он жил и писал стихи рядом с нами сорок лет назад, однако следы его влияний — и в наших поздних поэтических трудах… Удивительная судьба поэта — уйдя из жизни, вернуться в жизнь во всём обаянии своего мастерства, зовущего из мира сумеречного в яркий мир радостных красок...— Николай Ушаков, из предисловия к альманаху «День поэзии», 1968
Ночь как ночь. ― Не спится мне.
Шелест сада затихает.
Издалёка, как во сне,
Молча небо полыхает.
И завален духотой,

Отраженьем форм минутных,

Воздух реет надо мной ―

Весь светящийся и мутный. <...>
И, спокойствием полны,
Тихо шелестят страницы,
Что страшнее тишины
Ничего не приключится.
14 июля 1928 г.
Дмитрий Быков в своей статье о поэте отмечает, что поэзия Юркова отличается естественностью и свободой речи, почти разговорной. Не смущаясь полистилистики, он легко вводил в свой слог и уличную лексику, и советские сокращения, и говорок из деревенской пивной, и даже газетный сленг, смешивая всё это разнородное содержимое в ироничный, точно просчитанный стиль, по которому очень хорошо видно, как отторгается чужеродное слово, чтобы не искажать и не портить общего впечатления.
Главным свойством Юркова как поэта Быков считает его принципиальную оригинальность и совершенную свободу от влияний, несмотря на очевидную молодость. В своей поэзии Юрков никому не подражал и был совершенно ни на кого не похож. И хотя по его многим строкам заметно, что автор с увлечением читал и Маяковского, и Пастернака, и Мандельштама, и даже Хлебникова, однако его стихи не обнаруживают отчётливых последствий от подобного юношеского чтения. Фактически, Игорь Юрков вошёл в поэзию зрелым поэтом со своим стилем, хотя и умер очень молодым. В его стихах видны отдельные черты советского экспрессионизма 1920-х, но в целом его нельзя отнести ни к одному течению. Прежде всего, его выделяет чистота и точность индивидуальной интонации: «И у нашего предместия, где на ставенках цветы, застрелю тебя из мести я, и на снег свали́шься ты. Грудь коварная прострелена — ни кровинки, ни следа... Видно, нам с тобою велено не встречаться никогда». А она отвечает: «Не обучена я грамоте, а знаю сказки пострашней. Дай-ка лучше мне на память и на похмелье пять рублей».

## Издания
- Стихотворения / Обл. Б. Крюкова. — [Киев]: АРП, 1929. — 48 с.
- Жизнь — любовница. — М.: РуПаб+, 2010. — 137 с. — (Из архива В. В. Португалова). ISBN 978-5-903559-27-5
  - То же. Изд. 2-е, доп. — М.: РуПаб+, 2012. — 152 с. — (Из архива В. В. Португалова). ISBN 978-5-903559-40-4
- У своей яблони: Избранные стихотворения и поэмы / [Сост., вступ., коммент., рис. С. Хрыкина]. — М.: РуПаб+, 2011. — 208 с.: ил., портр. ISBN 978-5-903559-32-9
- Стихотворения и поэмы / [Вступ. ст., сост., подгот. и примеч. С. Е. Хрыкина]. — СПб.: Изд-во Пушкинского Дома; Изд. центр «Гуманитарная академия», 2012. — 255 с., 1 л. портр. — (Новая библиотека поэта. Малая серия). ISBN 978-5-87781-029-7 (в пер.)

### В переводах
- Юрков І. Прогулянка на пам’ять: вірші / Ігор Юрков; пер. з рос. Валерії Богуславської. — К.: [б. в.], 2010. — 170 с. — ISBN 978-966-378-142-6